# Шато Брејен
Шато Брејен (фр. Château-Bréhain) насеље је и општина у североисточној Француској у региону Лорена, у департману Мозел која припада префектури Шато Сален.
По подацима из 2011. године у општини је живело 77 становника, а густина насељености је износила 12,6 становника/km². Општина се простире на површини од 6,11 km². Налази се на средњој надморској висини од 240 метара (максималној 335 m, а минималној 238 m).

## Демографија
| 1962. | 1968. | 1975. | 1982. | 1990. | 1999. | 2011. |
| ----- | ----- | ----- | ----- | ----- | ----- | ----- |
| 81    | 92    | 70    | 76    | 76    | 82    | 77    |

График промене броја становника у току последњих година